# Brachurapteryx breviaria
Brachurapteryx breviaria là một loài bướm đêm trong họ Geometridae.